# Mikrodržava
Ne miješati s mikronacijama.
Mikrodržava je površinski mala država, neovisna prema međunarodnom pravu (lat. Ius gentium).
S obzirom na to da su male površine ograničeni su im prirodni resursi i imaju mali broj stanovnika pa zato pribjegavaju drugim metodama ekonomskog rasta. Većina ih ima vrlo niske ili zanemarive poreze na dohodak i poreze za poduzeća.
Razlog ovom je želja poticanja ulaganja i privlačenja kapitala unutar granica države. Velik broj mikrodržava ulazi sa svojim susjedima u carinsku uniju kako bi poboljšale svoju ekonomsku situaciju: Vatikan i San Marino s Italijom; Lihtenštajn sa Švicarskom; Monako s Francuskom.
Kroz ove unije, europske mikrodržave imaju dugu suradnju s Europskom unijom, a da nisu njezine članice.
Druge male ili izolirane teritorijalne jedinice su eksklave, zavisni teritoriji, asocijativne države s jednom većom državom ili s autonomnim regijama. Po tom se suštinski razlikuju od mikrodržava.

## Sadašnje mikrodržave

### Europa
- Andora
- Lihtenštajn
- Malta
- Monako
- San Marino
- Vatikan
- Suvereni malteški vojni red

### Afrika
- Komori
- Mauricijus
- Sveti Toma i Princip
- Sejšeli

### Azija
- Bahrein
- Maldivi
- Singapur

### Sjeverna Amerika
- Antigva i Barbuda
- Barbados
- Dominika
- Grenada
- Sveti Kristofor i Nevis
- Sveta Lucija
- Sveti Vincent i Grenadini

### Oceanija
- Kiribati
- Maršalovi Otoci
- Mikronezija
- Nauru
- Samoa
- Tonga
- Tuvalu